# Ивановка (Христиновский район)
Ивановка (укр. Іванівка) — посёлок в Уманском районе Черкасской области Украины.
Население по переписи 2001 года составляло 347 человек. Почтовый индекс — 20021. Телефонный код — 4745.

## Местный совет
20030, Черкасская обл., Христиновский р-н, с. Малая Севастяновка